# 바른체
바른체는 한국인쇄문화협회에서 배포하는 글꼴이다.